# FGF21
FGF21 est une protéine appartenant à la famille des facteurs de croissances des fibroblastes et ayant une fonction hormonale. Son gène est FGF21 situé sur le chromosome 19 humain.

## Rôles
Elle est exprimée essentiellement dans le foie (où son expression est partiellement stimulée par le PPAR-alpha, notamment au cours d'une diète) et les tissus adipeux. Elle intervient dans la cétogenèse et l'oxydation des lipides. Au niveau moléculaire, son action nécessiterait la présence de béta-klotho.
L'administration de FGF21  à des souris obèses ou diabétiques normalise leur glycémie et le taux de triglycérides sanguins. Elle majore leur sensibilité à l'insuline et prévient la formation d'une stéatose hépatique. Elle augmente leur métabolisme énergétique par activation de la graisse brune.
Chez l'Homme, son taux sanguin semble être corrélé avec le taux de lipide ou d'insuline. Il augmente chez le diabétique de type 2 et l'obèse ainsi qu'en cas de diète importante ou de traitement par les fibrates.

## Utilisation thérapeutique
Un analogue pégylé du FGF21 a été synthétisé et est en cours de test. Il permet d'améliorer certains paramètres au cours d'une stéatose hépatique non alcoolique.